# Oldřich Váca
Oldřich Váca (18. října 1952 – 2021) byl český politik, v 90. letech 20. století poslanec České národní rady a Poslanecké sněmovny za Občanské fórum, později za ODS.

## Biografie
Ve volbách v roce 1990 byl zvolen do České národní rady za Občanské fórum. V roce 1991 se podílel na založení ODS a byl jedním z členů ODS zvolených do Koordinačního výboru Občanského fóra jakožto volného orgánu zastřešujícího po rozdělení Občanského fóra oba nástupnické subjekty: ODS a Občanské hnutí. Ustavující kongres ODS ho v dubnu 1991 zvolil do Výkonné rady ODS.
Mandát v ČNR obhájil ve volbách v roce 1992, nyní za ODS (volební obvod Západočeský kraj). Zasedal ve výboru pro právní ochranu a bezpečnost. Od vzniku samostatné České republiky v lednu 1993 byla ČNR transformována na Poslaneckou sněmovnu Parlamentu České republiky. Zde zasedal do voleb v roce 1996. V letech 1994–1996 byl členem výboru pro veřejnou správu, regionální rozvoj a životní prostředí.
V komunálních volbách roku 2002 a komunálních volbách roku 2010 kandidoval neúspěšně za ODS do zastupitelstva města Přeštice. Profesně se uváděl jako podnikatel a živnostník.